# Sophronica abyssiniensis
Sophronica abyssiniensis är en skalbaggsart som beskrevs av Stefan von Breuning 1977. Sophronica abyssiniensis ingår i släktet Sophronica och familjen långhorningar. Inga underarter finns listade i Catalogue of Life.